# Trebacosa
Trebacosa is een geslacht van spinnen uit de familie wolfspinnen (Lycosidae).

## Soorten
De volgende soorten zijn bij het geslacht ingedeeld:
- Trebacosa brunhesi Villepoux, 2007
- Trebacosa europaea Szinetár & Kancsal, 2007
- Trebacosa marxi (Stone, 1890)